# Igalula (Tabora)
Igalula è una circoscrizione rurale (rural ward) della Tanzania situata nel distretto di Uyui, regione di Tabora. Conta una popolazione di 14 571 abitanti (censimento 2012).